# Monhystera parasitica
Monhystera parasitica is een rondwormensoort uit de familie van de Monhysteridae. De wetenschappelijke naam van de soort is voor het eerst geldig gepubliceerd in 1938 door Penso.